# Leipziger Platz (Erfurt)
Der Leipziger Platz ist ein Platz im Osten Erfurts, gelegen im Stadtteil Krämpfervorstadt.

## Lage und Verkehr

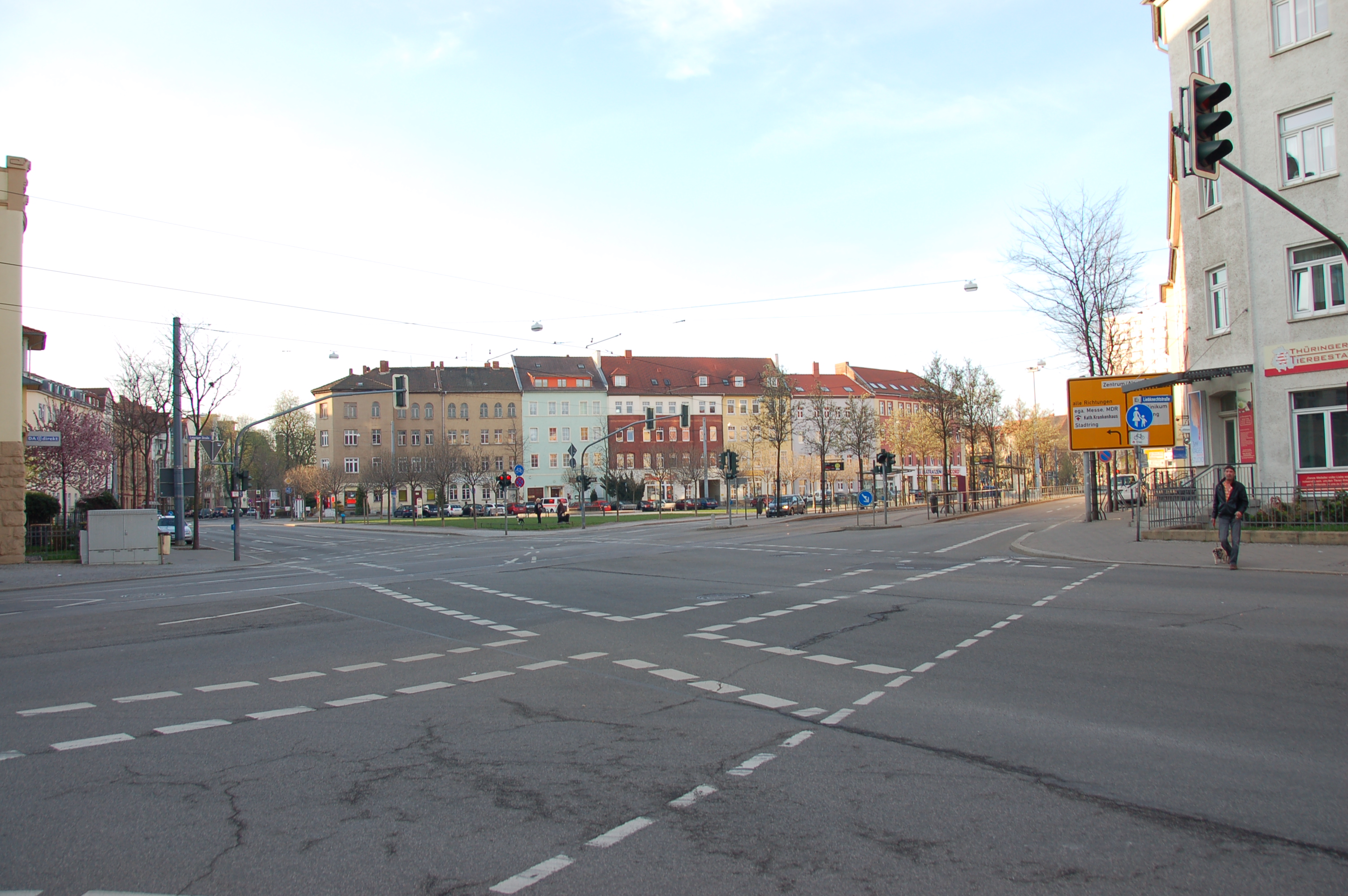
Blick von der medizinischen Fachschule über den Leipziger Platz nach Südwesten

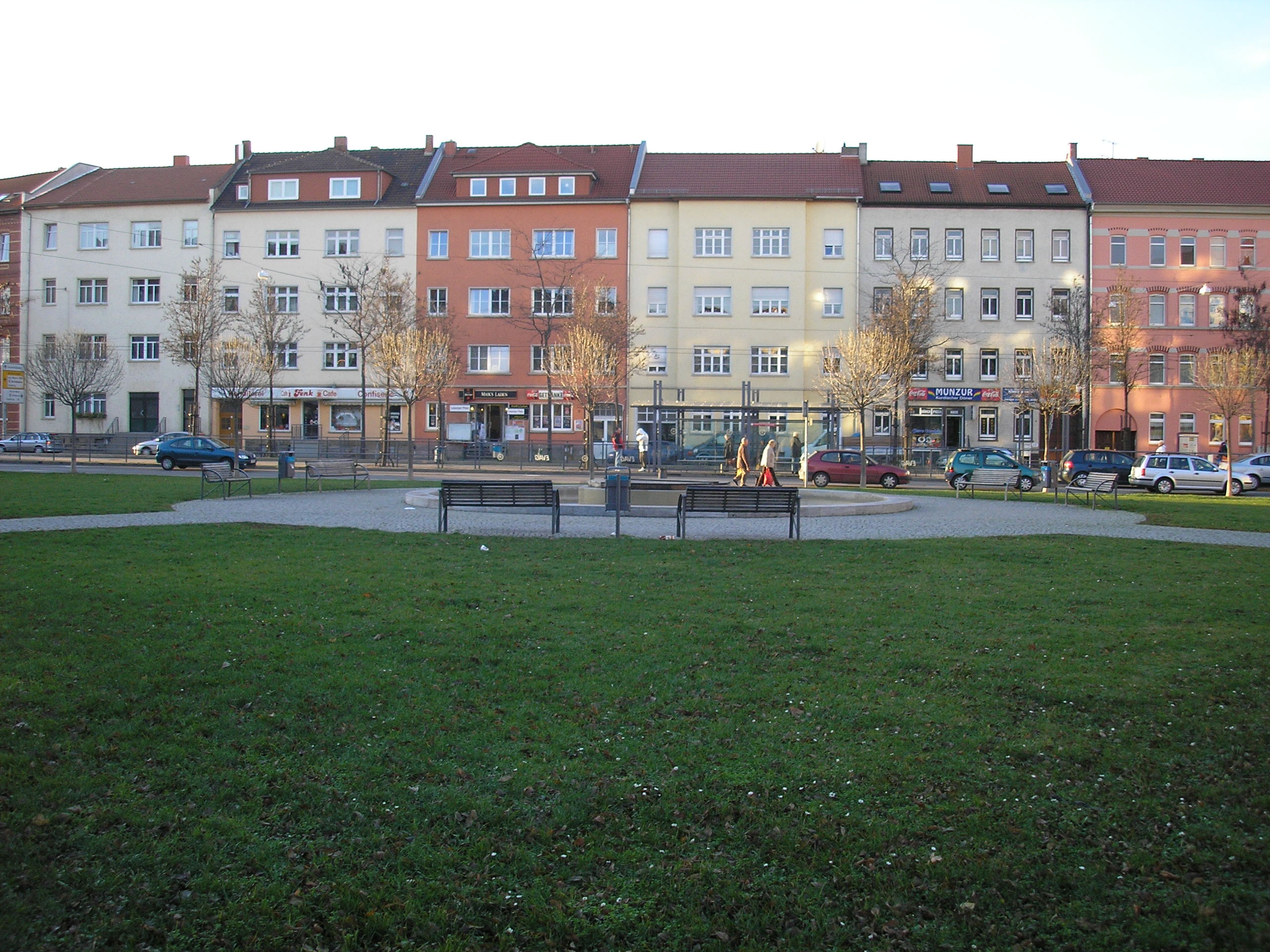
Blick von der Grünfläche in der Mitte Richtung Norden zur Straßenbahnhaltestelle

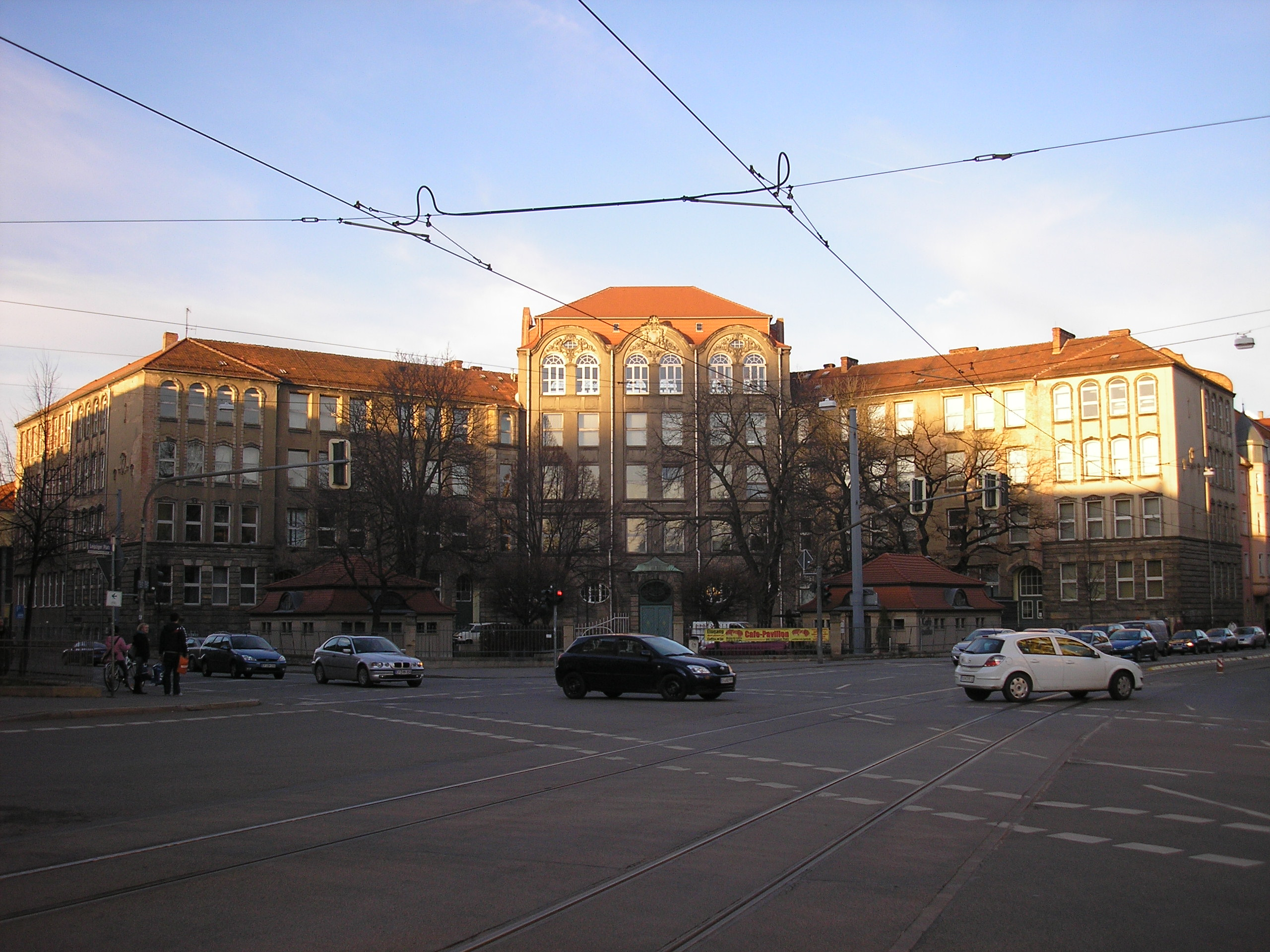
Blick von der Platzmitte Richtung Nordosten zur Medizinischen Fachschule

Der Leipziger Platz ist ein dreieckiger, vollständig und einheitlich umbauter Platz. An der Nordecke beginnen die Liebknechtstraße nach Nordwesten und die Leipziger Straße nach Nordosten. An der Südostecke beginnen die Geschwister-Scholl-Straße nach Osten und die Thälmannstraße nach Süden und an der Südwestecke die Krämpferstraße nach Südwesten ins Stadtzentrum. Des Weiteren verläuft die Stauffenbergallee in Nord-Süd-Richtung durch die Südwestecke des Leipziger Platzes. Die Seitenlängen betragen etwa 100 Meter. In der Mitte des Leipziger Platzes liegt eine Grünfläche mit Springbrunnen, am Rand verlaufen die Fahrbahnen mit Baumalleen.
Für den Verkehr hat der Leipziger Platz eine große Bedeutung. Hier führt die alte Straße von Erfurt nach Leipzig (Via regia) aus der Stadt und schneidet dabei den Stadtring (Stauffenbergallee) sowie den Straßenzug Liebknecht-/Thälmannstraße, der früher als Ringstraße von Bedeutung war. Heute führt die Leipziger Straße aus der Stadt nach Kerspleben und weiter bis nach Buttelstedt. Die Geschwister-Scholl-Straße ist die alte Verbindung von Erfurt nach Azmannsdorf, auf der heute der Radfernweg Thüringer Städtekette verläuft. Am südwestlichen Ende des Platzes befand sich früher das Krämpfertor der Erfurter Stadtbefestigung.
An den ÖPNV wird der Platz durch die Straßenbahnlinie 4 angebunden, die in seiner Mitte hält. Sie verbindet den Anger im Stadtzentrum mit dem Ringelberg am östlichen Stadtrand. Die Linie wurde 1904 angelegt, 1922 stillgelegt und 2000 erneut angelegt. Eine weitere Straßenbahnstrecke bestand zwischen 1912 und 1973 auf der Liebknecht-/Thälmannstraße. Heute verkehrt hier die Stadtbuslinie 9.

## Geschichte und Randbebauung
Der Leipziger Platz wurde in den Jahren 1904 bis 1916 angelegt. Da er an der Leipziger Straße liegt, erhielt er im Volksmund schnell den Namen Leipziger Platz, obwohl er offiziell keinen Namen trug. Die Randbebauung entstand um die Jahrhundertwende mit repräsentativen Fassaden im Stil des Historismus und des Jugendstils. Dominierend sind Mietshäuser mit Geschäften im Erdgeschoss. Das einzige öffentliche Gebäude ist die Medizinische Fachschule an der Nordecke des Platzes, gegründet 1906. Ihr Gebäude ist in prachtvollen Formen des Neobarock errichtet.
In den Abendstunden des 6. Dezember 1944 schlug mitten auf dem Leipziger Platz eine britische 1,8 t schwere Luftmine ein und riss einen tiefen Krater in die Grünanlage. Die Gebäude im Umkreis des Platzes erlitten dabei schwere Beschädigungen.
1971 erhielt der Platz erstmals einen offiziellen Namen: Platz der Pariser Kommune. Seit 1990 heißt er auch offiziell Leipziger Platz. Im Jahr 2000 wurde der Platz im Zusammenhang mit dem Neubau der Straßenbahnstrecke komplett umgestaltet. Dafür wurden Fördermittel aus dem Projekt URBAN der EU eingesetzt.